# Самойловский сельсовет
Самойловский сельсовет — сельское поселение в Абанском районе Красноярского края.
Административный центр — село Самойловка.

## Население
| 2010 | 2012 | 2013 | 2014 | 2015 | 2016 | 2017 |
| ---- | ---- | ---- | ---- | ---- | ---- | ---- |
| 707  | ↘687 | ↘679 | ↘661 | ↘634 | ↘622 | ↘611 |
| 2018 | 2019 | 2020 | 2021 |      |      |      |
| ↘602 | ↘580 | ↘553 | ↘533 |      |      |      |

## Состав сельского поселения
| № | Населённый пункт | Тип населённого пункта       | Население |
| - | ---------------- | ---------------------------- | --------- |
| 1 | Кунгул           | деревня                      | ↘78       |
| 2 | Самойловка       | село, административный центр | ↘599      |
| 3 | Суздалево        | деревня                      | ↘30       |

В 2001 году упразднены деревни Молокановка и Соловьёвка.

## Местное самоуправление
Самойловский сельский Совет депутатов
Дата избрания: 14.03.2010. Срок полномочий: 5 лет. Количество депутатов: 10
Глава муниципального образования
- Удодова Светлана Владимировна. Дата избрания: 14.03.2010. Срок полномочий: 5 лет